# Echimys saturnus
Щетинець темний (Echimys saturnus) — вид гризунів родини щетинцевих. 

## Поширення
Відомий по кільком розкиданим місцях проживання у східному Еквадорі та центральній частині Перу, у верхній частині ріки Мараньйон. Проживає щонайменше до висоти 1000 м над рівнем моря.

## Етимологія
лат. Saturnus — "свинець", натяк на темне хутро гризуна

## Морфологія
Морфометрія. Довжина голови й тіла: 170–350, довжина задньої ступні: 48–51, довжина вуха: 17–18 мм. 
Опис. Великий вид з короткими вухами, захованими у волоссі голови. Вібриси довгі й жорсткі, що сягають, а іноді простягаються далі вух. Спина покрита довгими, гнучкими колючками і має коричневий, блискучий вигляд. Голки на середині спини широкі, сплющені. Голова, середина спини й хвіст біля спини чорні, блискучі. Підборіддя темне. Боки коричневі. Черево білувате з жовтувато-вохряним відтінком. Хвіст трохи довший або рівний довжині голови і тіла, чорний біля основи із збільшенням кількості білого волосся ближче до кінця хвоста. Ноги широкі та міцні, так як і кігті. Самиці мають чотири пари молочних залоз, три бічні, одна пахова. 

## Поведінка
Веде нічний і деревний спосіб життя. Помешкання влаштовує у порожнинах дерев. Самиці, здається народжують одного—двох малят. 

## Загрози та охорона
Серйозною загрозою для цього виду є знеліснення. Мешкає у двох охоронних районах в Еквадорі.